# Liste der Intercity-Linien (Deutschland)
Die Liste der Intercity-Linien enthält alle von der DB Fernverkehr genannten, momentan betriebenen Intercity- und EuroCity-Linien. Im Fahrplanjahr 2024 werden 21 Linien betrieben.

## Erklärung
Die Liste ist wie folgt aufgebaut:
Es sind zunächst alle Linien in ihrer offiziellen Bezeichnung genannt. Einzelne Linien werden allerdings in einzelne Teile, die etwas von der offiziellen Liniennummer abweichen, gegliedert, damit der Linienverlauf nachvollziehbarer ist. In der Spalte Linienverlauf werden alle Halte genannt, die die Züge bedienen. Stationen, die jedoch nur durch einzelne Züge bedient werden, weil sie durchfahren oder auch umfahren werden, sind kursiv dargestellt. Linienverzweigungen und Flügelungen werden durch geteilte bzw. zusammengeführte Zeilen oder auch in separaten Tabellen dargestellt. Weiteres dazu erklärt der Text über den Tabellen. Zusätzliche Entlastungs- und Verstärkerzüge sind nicht Teil dieser Liste.
Zu den internen Verlinkungen:
Diese Liste führt alle Halte der jeweiligen Linien auf, dadurch sind die einzelnen Tabellen per se sehr lang. Daher werden auf alle Zusätze bei den Bahnhofsnamen verzichtet, die sich nicht aus dem Kontext heraus ergeben:
- „Hbf“, „Bf“, „HB“, „Centraal“, „Centrale“, „Główny“, „hl. n.“ etc. werden grundsätzlich weggelassen, auch dann, wenn es in der jeweiligen Stadt weitere Halte gibt, welche dann genauer spezifiziert werden müssen.
- Alle regionalen Zusätze wie zum Beispiel (Breisgau), (Westf), (Main), „am Rhein“ oder „im Pongau“ werden weggelassen, sofern keine Verwechslungsgefahr besteht.
- Auch Namenszusätze wie „Lutherstadt“ werden weggelassen, um den Laufweg besser lesbar zu halten.

## Aktuelle Linien

### Linie 17

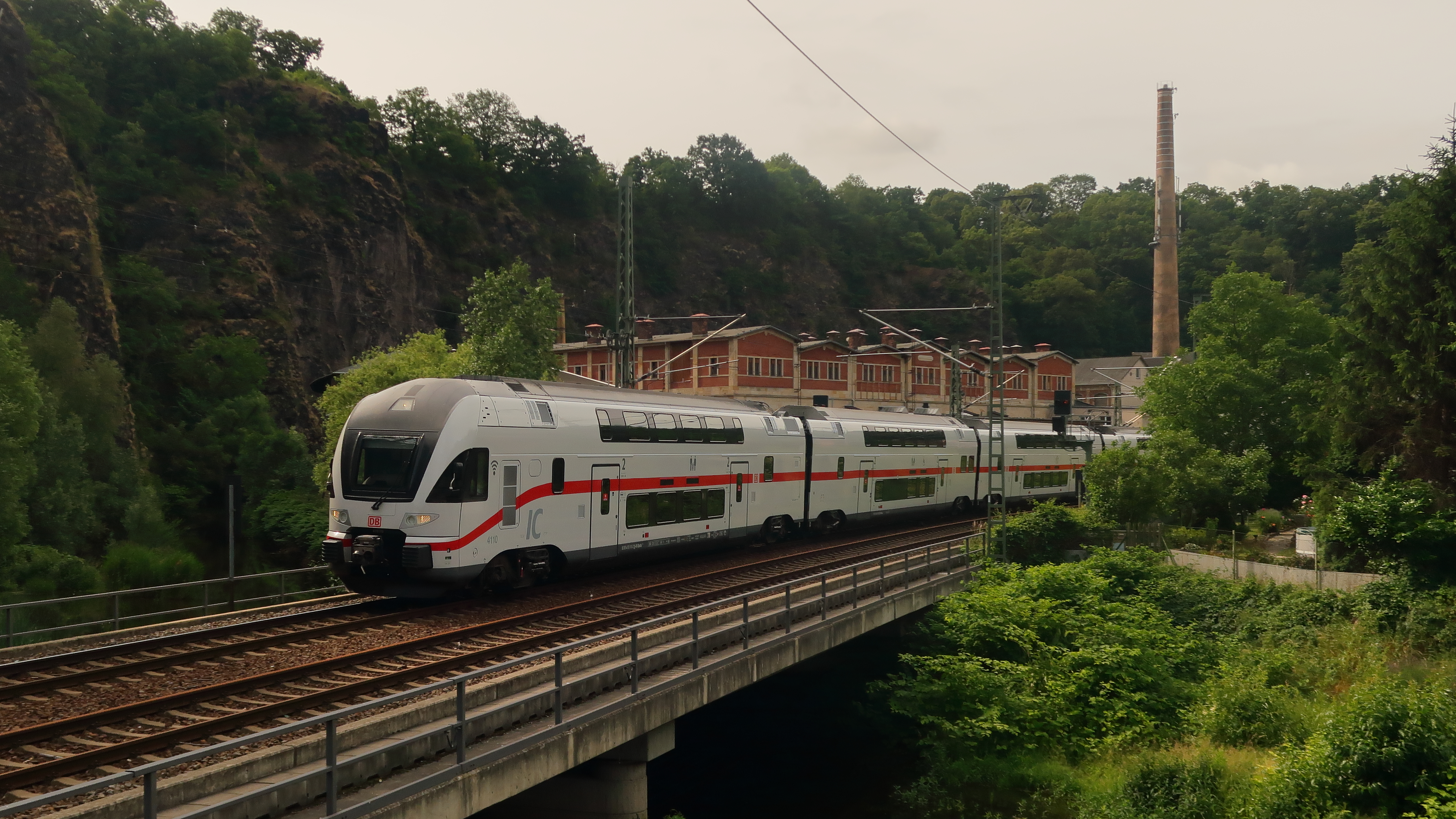
Zwischen Chemnitz und Dresden können die Züge der Linie 17 auch mit Nahverkehrstickets genutzt werden. Hier fährt ein solcher Zug durch den Plauenschen Grund in Richtung Dresden.

Die IC-Linie 17 wurde zum 15. Dezember 2019 neu geschaffen. Hierbei handelt es sich um eine Leistung, die seit 9. März 2020 im Zwei-Stunden-Takt bedient wird. Zwischen Rostock und Berlin tritt die IC-Linie 17 die Nachfolge der bis zum Jahr 2002 hier verkehrenden Interregio-Linie 25 an. Die einzelnen Zugpaare der IC-Linie 28 werden hier durch die Linie 17 ersetzt. Auf dem Abschnitt zwischen Berlin und Dresden ergänzt die Linie die hochausgelastete EuroCity-Linie 27 nach Prag und bindet den Flughafen Berlin Brandenburg seit Eröffnung des dazugehörigen Bahnhofs an den Fernverkehr an. Von Berlin Hbf bis Elsterwerda werden sämtliche Nahverkehrsfahrkarten anerkannt. Seit Juni 2022 werden täglich je zwei Zugpaare zum Nahverkehrstarif über Freiberg bis Chemnitz verlängert. Auch die Schwerbehindertenfreifahrt ist hier gültig.
Da die auf der IC-Linie 17 eingesetzten und von der österreichischen Westbahn übernommenen Triebzüge des Typs Stadler KISS in Wien gewartet werden, verkehrt täglich ein Zugpaar über Nacht zwischen Rostock (Nacht Samstag/Sonntag ab/bis Berlin) und Wien über Nürnberg.
| Linie | Linienverlauf                                                                                                  | Linienverlauf |
| ----- | --- | --- |
| IC 17 | (Warnemünde –) Rostock – Waren – Neustrelitz – Oranienburg – Berlin Gesundbrunnen – Berlin – Berlin Südkreuz – | Flughafen BER – Doberlug-Kirchhain – Elsterwerda – Dresden-Neustadt – Dresden (– Freiberg – Chemnitz) |
| IC 17 | (Warnemünde –) Rostock – Waren – Neustrelitz – Oranienburg – Berlin Gesundbrunnen – Berlin – Berlin Südkreuz – | Wittenberg – Bitterfeld – Leipzig – Halle – Naumburg – Jena Paradies – Jena-Göschwitz – Saalfeld – Lichtenfels – Bamberg – Erlangen – Fürth – Nürnberg – Regensburg – Straubing – Plattling – Passau – Schärding – Wels – Linz – St. Pölten – Wien Meidling – Wien |

### Linie 18
Auf der Linie 18 verkehrt montags bis freitags ein Zugpaar (IC 2080/IC 2081), welches Nürnberg mit München über Augsburg verbindet.
| Linie | Linienverlauf                                                               | Fahrzeuge |
| ----- | --------------------------------------------------------------------------- | --------- |
| IC 18 | Nürnberg – Treuchtlingen – Donauwörth – Augsburg – München-Pasing – München | IC2       |

### Linie 27
Auf der Stammstrecke der EC-Linie 27 verkehren Intercity und Eurocity alle zwei Stunden zwischen Hamburg und Praha (Prag). Ein Zugpaar verkehrt bis Budapest. Zwischen Berlin und Dresden ergibt sich zusammen mit der Linie 17 ein ungefährer Einstundentakt. Je ein Zugpaar ist verlängert bis/ab Flensburg (EC 174/EC 175) und Kiel (EC 378/EC 379). Ab Dezember 2024 werden sukzessive alle Umläufe von EC-Einzelwagen durch ComfortJet-Wendezüge ersetzt.
| (IC/) EC 27 | Hamburg-Altona –                                 | Hamburg Dammtor – Hamburg – Hamburg-Bergedorf – Büchen – Ludwigslust – Wittenberge – Berlin-Spandau – Berlin – Berlin Südkreuz – Dresden-Neustadt – Dresden – Bad Schandau – Děčín – Ústí nad Labem – Praha-Holešovice – Praha – Kolín – Pardubice – Česká Třebová – Brno – Břeclav – Kúty – Bratislava – Nové Zámky – Štúrovo – Szob – Nagymaros-Visegrád – Vác – Budapest-Nyugati |
| (IC/) EC 27 | Kiel – Neumünster –                              | Hamburg Dammtor – Hamburg – Hamburg-Bergedorf – Büchen – Ludwigslust – Wittenberge – Berlin-Spandau – Berlin – Berlin Südkreuz – Dresden-Neustadt – Dresden – Bad Schandau – Děčín – Ústí nad Labem – Praha-Holešovice – Praha – Kolín – Pardubice – Česká Třebová – Brno – Břeclav – Kúty – Bratislava – Nové Zámky – Štúrovo – Szob – Nagymaros-Visegrád – Vác – Budapest-Nyugati |
| (IC/) EC 27 | Flensburg – Schleswig – Rendsburg – Neumünster – | Hamburg Dammtor – Hamburg – Hamburg-Bergedorf – Büchen – Ludwigslust – Wittenberge – Berlin-Spandau – Berlin – Berlin Südkreuz – Dresden-Neustadt – Dresden – Bad Schandau – Děčín – Ústí nad Labem – Praha-Holešovice – Praha – Kolín – Pardubice – Česká Třebová – Brno – Břeclav – Kúty – Bratislava – Nové Zámky – Štúrovo – Szob – Nagymaros-Visegrád – Vác – Budapest-Nyugati |

### Linie 29
Seit dem Jahresfahrplan 2024 verkehren die IC zwischen Westerland, Dagebüll und Berlin als Teil der Linie 29. Keitum und Klanxbüll werden nur vom Zug nach Süden bedient, während Dagebüll Kirche, Maasbüll und Deezbüll lediglich vom Zug nach Norden angefahren werden.
| Linie | Linienverlauf                                                           | Linienverlauf | Fahrzeug                   |
| ----- | ----------------------------------------------------------------------- | --- | -------------------------- |
| IC 29 | Westerland (→ Keitum → Klanxbüll) –                                     | Niebüll – Husum – Heide – Itzehoe – Hamburg Dammtor – Hamburg – Ludwigslust – Berlin-Spandau – Berlin – Berlin Südkreuz | BR 218/BR 101 + IC 1-Wagen |
| IC 29 | Dagebüll Mole – (Dagebüll Kirche ← Maasbüll ← Deezbüll ←) Niebüll neg – | Niebüll – Husum – Heide – Itzehoe – Hamburg Dammtor – Hamburg – Ludwigslust – Berlin-Spandau – Berlin – Berlin Südkreuz | BR 218/BR 101 + IC 1-Wagen |

### Linie 32
Das Intercity-Zugpaar (IC 2012/IC 2013 „Allgäu“) ist das letzte Zugpaar dieser Linie, welches noch nicht auf ICE umgestellt wurde. Es verbindet Nordrhein-Westfalen mit dem Allgäu und verkehrt über das Mittelrheintal. Die Halte Mülheim, Plochingen und Göppingen werden nur in Fahrtrichtung Oberstdorf bedient. 
| Linie | Linienverlauf | Fahrzeuge                  |
| ----- | --- | -------------------------- |
| IC 32 | Dortmund – Bochum – Essen – Mülheim – Duisburg – Düsseldorf – Köln – Bonn – Remagen – Andernach – Koblenz – Bingen – Mainz – Mannheim – Heidelberg – Stuttgart – Plochingen – Göppingen – Ulm – Memmingen – Kempten – Immenstadt – Sonthofen – Fischen – Oberstdorf | BR 101/BR 218 + IC 1-Wagen |

### Linie 34
Zwischen Frankfurt und Siegen verkehrten die Züge von Dezember 2021 bis Dezember 2024 im Zweistundentakt. Zwei Zugpaare verkehrten ab Siegen beschleunigt über Unna und Hamm nach Münster sowie einmal weiter über Emden nach Norddeich Mole; die sechs anderen Zugpaare übernehmen fast alle Halte des Regionalverkehrs und fahren nach Dortmund bzw. weiter nach Münster. Zum Fahrplanwechsel im Dezember 2024 wurden die eigenwirtschaftlichen Zugpaare eingestellt. Die langsameren Züge bleiben größtenteils erhalten und können weiterhin zwischen Dillenburg und Dortmund auch mit Fahrkarten des Nahverkehrs genutzt werden. Der erste Zug montags bis freitags in Richtung Dortmund ist von Stuttgart über Karlsruhe, Heidelberg, Mannheim und Frankfurt Flughafen durchgebunden. Der erste IC an Wochentagen von Siegen nach Frankfurt, der im Dezember 2024 ebenfalls gestrichen wurde, hielt auch in Haiger und Herborn und war bereits ab Siegen tariflich Fernverkehr.
Zum Fahrplanwechsel im Dezember 2026 soll die Linie in dieser Form eingestellt werden. Ein Verbleib einzelner Zugpaare ist dabei jedoch nicht explizit ausgeschlossen.
| Linie | Linienverlauf | Fahrzeuge |
| ----- | --- | --------- |
| IC 34 | (Stuttgart – Ludwigsburg – Pforzheim – Karlsruhe – Bruchsal – Wiesloch-Walldorf – Heidelberg – Mannheim – Frankfurt Flughafen –) Frankfurt – Frankfurt West – Bad Nauheim – Wetzlar – Dillenburg – Siegen – Siegen-Weidenau – Kreuztal – Lennestadt-Altenhundem – Lennestadt-Grevenbrück – Finnentrop – Plettenberg – Werdohl – Altena – Iserlohn-Letmathe – Witten – Dortmund (– Hamm – Münster) | IC2       |

### Linie 35
Zwischen Emden und Köln verkehren die Züge alle zwei Stunden. Einzelne Fahrten beginnen in Norddeich Mole/Emden Außenhafen. Zwischen Leer und Norddeich Mole haben alle dort verkehrenden IC-Züge eine Nahverkehrsfreigabe.
| Linie | Linienverlauf                         | Linienverlauf | Fahrzeuge |
| ----- | ------------------------------------- | --- | --------- |
| IC 35 | Norddeich Mole – Norddeich – Norden – | Emden – Leer – Papenburg – Meppen – Lingen – Rheine – Münster – Recklinghausen – Wanne-Eickel – Gelsenkirchen – Oberhausen – Duisburg – Düsseldorf – Köln | IC2       |
| IC 35 | Emden Außenhafen –                    | Emden – Leer – Papenburg – Meppen – Lingen – Rheine – Münster – Recklinghausen – Wanne-Eickel – Gelsenkirchen – Oberhausen – Duisburg – Düsseldorf – Köln | IC2       |

### Linie 37
Seit dem Jahresfahrplan 2018 verkehrt wieder ein tägliches Zugpaar zwischen Luxemburg und Düsseldorf. Bis Dezember 2014 war dieser Abschnitt Teil der Linie 35. Auf der Moselstrecke verkehrt der Zug als RE, zwischen Koblenz und Düsseldorf eigenwirtschaftlich im Auftrag von DB Fernverkehr als IC mit der Möglichkeit, Sitzplätze zu reservieren und Fahrräder mitzunehmen.
Die geplanten 2 zusätzlichen Zugpaare können nicht eingeführt werden wegen der angespannten Haushaltslage des SPNV-Nord sowie der Kapazität auf den Rheinstrecken der nächsten Jahre. Es wird ab dem 2. Quartal 2026 auch die bestehende IC37 Linie eingestellt.
| Linie | Linienverlauf | Fahrzeuge          |
| ----- | --- | ------------------ |
| IC 37 | Düsseldorf – Köln – Bonn – Remagen – Andernach – Koblenz – Kobern-Gondorf – Treis-Karden – Cochem – Bullay – Wittlich – Schweich – Trier – Trier Süd – Kreuz Konz – Igel – Wasserbillig – Mertert – Manternach – Wecker – Betzdorf – Roodt/Syre – Munsbach – Oetrange – Sandweiler-Contern – Cents-Hamm – Luxemburg | Stadler Kiss (CFL) |

### Linie 39
Seit dem Fahrplanjahr 2023 verkehren die vormals der Linie 30 angehörigen IC-Züge zwischen Köln und Westerland bzw. Dagebüll als Linie 39. Sie werden in Niebüll geteilt bzw. vereinigt.
Die Stationen zwischen Niebüll neg und Dagebüll werden nur von IC 2312 und 2313 bedient. In Hamburg-Harburg wird lediglich von den nach Norden fahrenden Zügen gehalten. In Bremen halten alle Züge außer IC 2310/2312. IC 2214/2216 fährt zwischen Essen und Münster über Bochum und Dortmund, während IC 2215/2217 sowie IC 2311/2313 über Recklinghausen und Gelsenkirchen fahren und IC 2310/2312 ohne Halt bis Münster durch fährt.
In Zukunft soll diese Linie durch den ICE L bedient werden, wodurch der Streckenast nach Dagebüll wegfallen soll.
| Linie | Linienverlauf                                                         | Linienverlauf | Fahrzeuge                         |
| ----- | --------------------------------------------------------------------- | --- | --------------------------------- |
| IC 39 | Westerland –                                                          | Niebüll – Husum – Heide – Itzehoe – Hamburg Dammtor – Hamburg – Hamburg-Harburg – Bremen – Osnabrück – Münster (← Dortmund ← Bochum ←) (→ Recklinghausen → Gelsenkirchen →) Essen – Duisburg – Düsseldorf – Köln | BR 218/BR 245/BR 101 + IC 1-Wagen |
| IC 39 | Dagebüll Mole – Dagebüll Kirche – Maasbüll – Deezbüll – Niebüll neg – | Niebüll – Husum – Heide – Itzehoe – Hamburg Dammtor – Hamburg – Hamburg-Harburg – Bremen – Osnabrück – Münster (← Dortmund ← Bochum ←) (→ Recklinghausen → Gelsenkirchen →) Essen – Duisburg – Düsseldorf – Köln | BR 218/BR 245/BR 101 + IC 1-Wagen |

### Linie 43
Von der einst im 2-Stunden-Takt zwischen Hamburg und Mannheim verkehrenden IC-Linie 30 sind noch zwei EC-Zugpaare übrig geblieben, seit Dezember 2022 verkehren sie jedoch als Linie 43.
Diese verkehren zwischen Hamburg und Köln in der Trasse der Linie 43 und zwischen Köln und Mannheim in der Trasse der Linie 55. Seit dem Fahrplanjahr 2025 verkehrt nur noch ein EC-Zugpaar (7 und 8) ab/bis Hamburg-Altona, das andere EC-Zugpaar (6 und 9) endet/beginnt in Dortmund.
| Linie | Linienverlauf | Linienverlauf                                                            | Fahrzeuge                      |
| ----- | --- | ------------------------------------------------------------------------ | ------------------------------ |
| EC 43 | Hamburg-Altona – Hamburg Dammtor – Hamburg – Hamburg-Harburg – Bremen – Diepholz – Osnabrück – Münster – Dortmund – Bochum – Essen – Duisburg – Düsseldorf – Köln – Bonn – Koblenz – Mainz – Mannheim – Karlsruhe – Baden-Baden – Freiburg – Basel Bad – Basel SBB – | Liestal – Olten – Bern – Thun – Spiez – Interlaken West – Interlaken Ost | DB-Baureihe 101 + SBB EC-Wagen |
| EC 43 | Hamburg-Altona – Hamburg Dammtor – Hamburg – Hamburg-Harburg – Bremen – Diepholz – Osnabrück – Münster – Dortmund – Bochum – Essen – Duisburg – Düsseldorf – Köln – Bonn – Koblenz – Mainz – Mannheim – Karlsruhe – Baden-Baden – Freiburg – Basel Bad – Basel SBB – | Zürich                                                                   | DB-Baureihe 101 + SBB EC-Wagen |

### Linie 51
Der Hauptast der Linie 51 verkehrt mit drei Zugpaaren zwischen Gera und Kassel-Wilhelmshöhe, zwei davon fahren weiter nach Düsseldorf bzw. Köln via Paderborn. In der Gegenrichtung starten beide in Köln. Ein viertes Zugpaar (IC 1952/IC 1959) verkehrt freitags und sonntags zwischen Weimar und Köln, ebenfalls via Paderborn. Am 9. Juni 2025, sowie sonntags ab 15. Juni 2025 verkehrt dieses Zugpaar ab/bis Leipzig. Zwischen Gera – Jena – Weimar und Erfurt wird in diesen Zügen der Nahverkehrstarif anerkannt. Daher sind sie auch mit der Freifahrt nutzbar. Des Weiteren gibt es noch ein einzelnes Zugpaar (IC 1956/IC 1957) zwischen Leipzig und Stuttgart, welches an Freitagen (Stuttgart nach Leipzig mit Halt in Frankfurt Hbf) und Sonntagen (Leipzig nach Stuttgart mit Halt in Frankfurt Süd) verkehrt.
| Linie | Zugpaar                                | Linienverlauf | Linienverlauf |
| ----- | -------------------------------------- | --- | --- |
| IC 51 | IC 2150/2151 IC 2152/2155 IC 2156/2157 | Gera – Hermsdorf-Klosterlausnitz – Stadtroda – Jena-Göschwitz – Jena West –                                                                                       | Weimar – Erfurt – Gotha – Eisenach – Bebra – Kassel-Wilhelmshöhe – Warburg – Altenbeken – Paderborn – Lippstadt – Soest – Hamm – Dortmund – Bochum – Essen – Duisburg – Düsseldorf Flughafen – Düsseldorf – Köln |
| IC 51 | IC 1952/1959                           | (Leipzig – Weißenfels – Naumburg – Apolda –) | Weimar – Erfurt – Gotha – Eisenach – Bebra – Kassel-Wilhelmshöhe – Warburg – Altenbeken – Paderborn – Lippstadt – Soest – Hamm – Dortmund – Bochum – Essen – Duisburg – Düsseldorf Flughafen – Düsseldorf – Köln |
| IC 51 | IC 1956/1957                           | Leipzig – Erfurt – Gotha – Eisenach – Bad Hersfeld – Hünfeld – Fulda – Hanau – Frankfurt/Frankfurt Süd – Darmstadt – Bensheim – Weinheim – Heidelberg – Stuttgart | Leipzig – Erfurt – Gotha – Eisenach – Bad Hersfeld – Hünfeld – Fulda – Hanau – Frankfurt/Frankfurt Süd – Darmstadt – Bensheim – Weinheim – Heidelberg – Stuttgart                                                |

### Linie 55
Die Linie 55 verkehrt im Zweistundentakt von Dresden über Leipzig, Magdeburg, Hannover, Dortmund, Hagen und Wuppertal nach Köln. Mit dem Jahresfahrplan im Dezember 2022 wurde die Linie als Ersatz für die Linie 30 bis Stuttgart verlängert. Seit Dezember 2023 fahren einzelne Züge weiter nach Tübingen und ersetzen die Einzelzüge der Linie 32.
Ein Zug (IC 2040) beginnt morgens in Münster und fährt über Dortmund, Köln und Mainz nach Stuttgart. Freitags verkehrt ein Zug (IC 1947) von Dortmund kommend über Recklinghausen, Münster und Hannover nach Dresden.
| Linie | Linienverlauf | Fahrzeuge |
| ----- | --- | --------- |
| IC 55 | Dresden – Dresden-Neustadt – Riesa – Leipzig – Leipzig/Halle Flughafen – Halle – Köthen – Magdeburg – Helmstedt – Braunschweig – Hannover – Minden – Bad Oeynhausen – Herford – Bielefeld – Gütersloh – Hamm – Dortmund – Hagen – Wuppertal – Solingen – Köln – Bonn – Koblenz – Mainz – Mannheim – Heidelberg – Vaihingen – Stuttgart – Plochingen – Nürtingen – Metzingen – Reutlingen – Tübingen | IC2       |

### Linie 56
Die Linie 56 beginnt in Norddeich Mole und verkehrt im Zweistundentakt über Braunschweig nach Leipzig. Nur einzelne Züge haben alternativ den Laufweg vom Bahnhof Emden Außenhafen. Peine wird in Richtung Leipzig von zwei, in Richtung Emden von einem Zug bedient. Ein Zugpaar verkehrt ab Magdeburg via Potsdam und Berlin nach Cottbus; für einige Bahnhöfe ist es die einzige Fernverbindung. Die übrigen Züge fahren über Köthen und Halle nach Leipzig.
Seit Dezember 2015 kommen IC-2-Züge zum Einsatz.
Zwischen Norddeich Mole und Bremen verkehren die Züge eine Stunde zeitversetzt zum RE 1 „Niedersachsen“, auf diesem Abschnitt sind sie zudem für Nahverkehrstickets freigegeben. Das gilt auch für die Schwerbehindertenfreifahrt.
Von Juni 2019 bis einschließlich März 2020 war aufgrund von Bauarbeiten im Bahnhof Köthen die Bahnstrecke Magdeburg–Leipzig zwischen Sachsendorf und Halle vollständig gesperrt. Währenddessen wurde die Linie 56 umgeleitet und hielt statt in Köthen in Dessau und Bitterfeld.
| Linie | Linienverlauf | Linienverlauf |
| ----- | --- | --- |
| IC 56 | Norddeich Mole – Norddeich – Norden – Marienhafe – / Emden Außenhafen – Emden – Leer – Augustfehn – Westerstede-Ocholt – Bad Zwischenahn – Oldenburg – Hude – Delmenhorst – Bremen – Verden – Nienburg – Hannover – Peine – Braunschweig – Helmstedt – Magdeburg – | Köthen – Halle – Leipzig |
| IC 56 | Norddeich Mole – Norddeich – Norden – Marienhafe – / Emden Außenhafen – Emden – Leer – Augustfehn – Westerstede-Ocholt – Bad Zwischenahn – Oldenburg – Hude – Delmenhorst – Bremen – Verden – Nienburg – Hannover – Peine – Braunschweig – Helmstedt – Magdeburg – | Brandenburg – Potsdam – Berlin-Wannsee – Berlin – Berlin Ostbahnhof – Berlin Ostkreuz – Königs Wusterhausen – Lübben – Lübbenau – Cottbus |

### Linie 57
Auf der Linie 57 kommen täglich 3 Zugpaare zum Einsatz. Das Zugpaar IC 2230/2233 verbindet Magdeburg mit Hamburg. Des Weiteren gibt es das Zugpaar IC 2234/2235, welches Leipzig über Magdeburg und Schwerin mit Rostock verbindet und das Zugpaar IC 2238/2239, welches ebenfalls Leipzig mit Rostock über Magdeburg und Schwerin verbindet, jedoch über den Rostocker Hauptbahnhof hinaus bis nach Warnemünde verkehrt. Der IC 2234 hält nicht in Wittenberge.
| Linie | Linienverlauf                                      | Linienverlauf                                                                        |
| ----- | -------------------------------------------------- | ------------------------------------------------------------------------------------ |
| IC 57 | (Leipzig – Halle – Köthen –) Magdeburg – Stendal – | Salzwedel – Uelzen – Lüneburg – Hamburg-Harburg – Hamburg – Hamburg-Altona           |
| IC 57 | (Leipzig – Halle – Köthen –) Magdeburg – Stendal – | Wittenberge – Ludwigslust – Schwerin – Bad Kleinen – Bützow – Rostock (– Warnemünde) |

### Linie 61
Die Linie 61 verkehrt im Zweistundentakt zwischen Karlsruhe und Nürnberg. Fünf Zugpaare fahren bis/ab Leipzig. Schorndorf wird durch zwei Züge am Morgen in Fahrtrichtung Nürnberg und durch zwei Züge am Abend in Fahrtrichtung Stuttgart bedient. Da die Linie über Pforzheim fährt, befährt sie nicht komplett die Schnellfahrstrecke Stuttgart–Mannheim. Ab Dezember 2018 wurde die Linie nach und nach auf Intercity 2-Garnituren umgestellt.
| Linie | Linienverlauf | Linienverlauf |
| ----- | --- | ------------- |
| IC 61 | Karlsruhe – Pforzheim – Mühlacker – Vaihingen – Stuttgart – Schorndorf – Schwäbisch Gmünd – Aalen – Ellwangen – Crailsheim – Ansbach – Nürnberg – Erlangen – Bamberg – Lichtenfels – Kronach – Ludwigsstadt – Saalfeld – Rudolstadt – Jena-Göschwitz – Jena Paradies – Naumburg – Weißenfels – Leipzig |               |

### Linie 62
Zwischen Frankfurt und Stuttgart sowie zwischen Stuttgart und Salzburg verkehrt die Linie jeweils im 2-Stunden-Takt, seit Dezember 2023 verkehren die von der DB gestellten Zugpaare als ICE und nur noch die von der ÖBB gestellten Zugpaare als EC.
| Linie | Linienverlauf                                                                             | Linienverlauf | Linienverlauf | Fahrzeuge |
| ----- | ----------------------------------------------------------------------------------------- | --- | --- | --------- |
| EC 62 | Frankfurt – Darmstadt – Bensheim – Weinheim – Heidelberg –                                | Stuttgart – Ulm – Günzburg – Augsburg – München – München Ost – Rosenheim – Prien – Traunstein – Freilassing – Salzburg – Salzburg Süd – Hallein – Golling-Abtenau – Werfen – Bischofshofen – | St. Johann – Schwarzach-St. Veit – Dorfgastein – Bad Hofgastein – Bad Gastein – Mallnitz-Obervellach – Spittal-Millstättersee – Villach – Velden – Pörtschach – Krumpendorf – Klagenfurt | ÖBB-EC    |
| EC 62 | Saarbrücken – Homburg – Landstuhl – Kaiserslautern – Neustadt – Ludwigshafen – Mannheim – | Stuttgart – Ulm – Günzburg – Augsburg – München – München Ost – Rosenheim – Prien – Traunstein – Freilassing – Salzburg – Salzburg Süd – Hallein – Golling-Abtenau – Werfen – Bischofshofen – | Radstadt – Schladming – Stainach-Irdning – Liezen – Selzthal – Stadt Rottenmann – St. Michael - Leoben – Graz                                                                            | ÖBB-EC    |

### Linie 75
Auf der Linie 75 verkehren bis zu acht Zugpaare am Tag (in der Sommersaison) zwischen Hamburg und Kopenhagen. Davon fahren sieben Zugpaare mit einer Lokomotive Typ Vectron und sieben Intercity-Wagen. Bei einem Zugpaar (EC 1190/EC 1197) werden dänische Dieseltriebzüge der Bauart IC3 (DSB-Baureihe MF) in Doppeltraktion eingesetzt. Ein Zugpaar (EC 1194/EC 1195) bedient auch den Bahnhof Flensburg. Aufgrund von Bauarbeiten fahren die Züge seit Dezember 2019 über das dänische Festland.
| Linie | Linienverlauf                                                            | Fahrzeuge                                       |
| ----- | ------------------------------------------------------------------------ | ----------------------------------------------- |
| IC 75 | Hamburg – Schleswig – Padborg – Kolding – Odense – Ringsted – Kopenhagen | Siemens Vectron AC + IC1 Wagen, DSB-Baureihe MF |

### Linie 76
Zwischen Flensburg und Fredericia verkehren die Züge im Zweistundentakt. Es werden dänische Dieseltriebzüge der Bauart IC3 (DSB-Baureihe MF) eingesetzt, welche eine PZB-Ausrüstung und somit eine Zulassung für das deutsche Netz besitzen.
| Linie | Linienverlauf                                                                                  | Fahrzeuge       |
| ----- | ---------------------------------------------------------------------------------------------- | --------------- |
| IC 76 | Flensburg – Padborg – Tinglev – Rødekro – Vojens – Vamdrup – Lunderskov – Kolding – Fredericia | DSB-Baureihe MF |

### Linie 77
Die Linie 77 verkehrt zwischen Amsterdam und Berlin alle zwei Stunden. Zum Jahresfahrplan 2024 wurde die Linie durch das Auflassen von Halten und den Einsatz von Mehrsystemlokomotiven um 30 Minuten beschleunigt. Ab September 2025 werden die Züge auf der Linie sukzessive auf Intercity-Express-Züge vom Typ ICE 3neo umgestellt, bis die neu beschafften ICE L einsatzbereit sind. Bis 1. November 2025 soll die Umstellung abgeschlossen werden. Damit ist die IC-Linie 77 zu diesem Zeitpunkt durch eine neue ICE-Linie ersetzt.
| Linie | Linienverlauf | Fahrzeuge                      |
| ----- | --- | ------------------------------ |
| IC 77 | Amsterdam – Hilversum – Amersfoort – Apeldoorn – Deventer – Hengelo – Bad Bentheim – Rheine – Osnabrück – Bünde – Hannover – Berlin-Spandau – Berlin – Berlin Ostbahnhof | Siemens Vectron MS + IC1 Wagen |

### Linie 87
Bis 2010 wurde diese Linie als ICE-Linie 87 geführt, aber da aufgrund von mehreren Problemen nicht genügend ICE T zur Verfügung standen, kamen lokbespannte Intercity-Züge zum Einsatz.
Von 2010 bis 2022 wurde zwischen Stuttgart und Singen ein Stundentakt angeboten. Zu jeder zweiten Stunde gab es eine durchgehende Verbindung von Stuttgart nach Zürich, allerdings mit weniger Zwischenhalten. Zwei der Zugpaare verkehrten montags bis freitags über Singen hinaus nach Konstanz. In den IC-Zügen werden bis einschließlich Singen auch alle Nahverkehrstickets anerkannt. Vereinzelte Züge wurden verlängert bis Frankfurt Hbf. Ein Zugpaar (IC 460/461) verkehrte auf einem Seitenast der Linie Richtung Wien Hbf. Die Schweizerischen Bundesbahnen führten die Linie im Abschnitt Zürich–Schaffhausen bis zum Fahrplanjahr 2022 nach dem schweizerischen Nummernsystem unter der Linienbezeichnung IC 4.
Seit Ende 2022 wurden die IC2-Garnituren von Bombardier sukzessive durch IC2-Triebzüge vom Typ Stadler KISS ersetzt, welche durchgehend nach Zürich fahren. Hierfür stehen acht Einheiten zur Verfügung. Jeder zweite Zug fährt dabei beschleunigt mit weniger Halten. (Zum Ausgleich fährt in ähnlicher Zeitlage ein RE zwischen Stuttgart und Rottweil.) Die Anerkennung von Nahverkehrskarten gilt für den IC zu jeder Stunde gleichermaßen.
Da die auf der IC-Linie 87 eingesetzten und von der österreichischen Westbahn übernommenen Triebzüge des Typs Stadler KISS in Wien gewartet werden, verkehrt täglich ein Zugpaar über Nacht zwischen Stuttgart und Wien über München und Salzburg.
Zu dem kleinen Fahrplanwechsel am 9. Juni 2025 werden die IC2 Kiss durch die IC2-Ganituren von Bombardier ersetzt, wodurch die Linie Stuttgart-Wien von der DB eingestellt wird.
| Linie | Linienverlauf |
| ----- | --- |
| IC 87 | Stuttgart – Böblingen – Horb – Rottweil – Tuttlingen – Singen – Schaffhausen – Zürich |
| IC 87 | (Frankfurt – Darmstadt – Bensheim – Weinheim – Heidelberg – Wiesloch-Walldorf –) Stuttgart – Böblingen – Herrenberg* – Gäufelden* – Bondorf* – Horb – Sulz* – Oberndorf* – Rottweil – Spaichingen* – Tuttlingen – Engen* – Singen – Schaffhausen – Zürich (* Halt nur zu jeder zweiten Stunde) |
| IC 87 | Stuttgart – Ulm – Augsburg – München-Pasing – München – München Ost – Rosenheim – Traunstein – Freilassing – Salzburg – Neumarkt – Vöcklabruck – Attnang-Puchheim – Wels – Linz – St. Valentin – Amstetten – St. Pölten – Tullnerfeld – Wien Meidling – Wien                                   |

### Linie 88
Auf der EuroCity-Express-Linie 88 verkehren täglich bis zu acht Zugpaare, die zwischen Lindau-Reutin und Zürich als Eurocity klassifiziert sind.
| Linie  | Linienverlauf | Fahrzeuge |
| ------ | --- | --------- |
| ECE 88 | München – Buchloe – Memmingen – Lindau-Reutin – Bregenz – St. Margrethen – St. Gallen – Winterthur – Zürich Flughafen – Zürich | RABe 503  |

### Linie 89
Die Linie 89 verkehrt im Zweistundentakt von München nach Verona. Darunter befinden sich zwei Zugpaare bis Bologna, ein Zugpaar (werktags) bzw. zwei Zugpaare am Wochenende bis Venedig sowie zwei Zugpaare nur bis Innsbruck. In den Sommermonaten fährt diese DB-ÖBB-Kooperation ein Bologna-Zugpaar bis Rimini und weiter nach Ancona. Im Verlauf des Jahres 2024 wurden bestimmte Umläufe von alten Reisezugwagen auf den Railjet 2. Generation umgestellt, seit dem Fahrplanwechsel im Dezember 2024 verkehrt nur noch ein Zugpaar als EuroCity.
| Linie | Linienverlauf |
| ----- | --- |
| EC 89 | München – München Ost – Rosenheim – Kufstein – Wörgl – Jenbach – Innsbruck – Brenner – Brixen – Bozen – Trento – Rovereto – Verona (– Bologna – Cesena – Rimini – Riccione – Cattolica-San Giovanni-Gabicce – Pesaro – Senigallia – Ancona / – Vicenza – Padova – Venezia Mestre – Venezia Santa Lucia) |

### Linie 95
Zwischen Berlin und Warschau verkehren Montag bis Freitag jeweils sechs, Samstag und Sonntag jeweils fünf Zugpaare. Diese heißen Berlin-Warszawa-Express und werden von der DB Fernverkehr und der Polskie Koleje Państwowe betrieben. Ein weiteres Zugpaar verkehrt täglich zwischen Berlin und Gdingen über Danzig. Seit dem Fahrplanjahr 2025 sind die drei täglichen Zugpaare zwischen Berlin und Krakau, wovon zwei Zugpaare bis/ab Przemyśl verkehren, aus der Linie 95 ausgegliedert und fahren seitdem als Linie 96.
| Linie | Linienverlauf                                                                       | Linienverlauf                                                                                      | Fahrzeuge                                                |
| ----- | ----------------------------------------------------------------------------------- | -------------------------------------------------------------------------------------------------- | -------------------------------------------------------- |
| EC 95 | Berlin – Berlin Ostbahnhof – Frankfurt – Rzepin – Świebodzin – Zbąszynek – Poznań – | Konin – Kutno – Warszawa Zachodnia – Warszawa Centralna – Warszawa Wschodnia                       | Siemens ES64U4 bzw. Baureihe 193 + 6 PKP Intercity Wagen |
| EC 95 | Berlin – Berlin Ostbahnhof – Frankfurt – Rzepin – Świebodzin – Zbąszynek – Poznań – | Gniezno – Inwrocław – Bydgoszcz – Tczew – Gdańsk – Gdańsk Wrzeszcz – Gdańsk Oliwa – Sopot – Gdynia | Siemens ES64U4 bzw. Baureihe 193 + 6 PKP Intercity Wagen |

### Linie 96
Seit dem Fahrplanjahr 2025 sind die drei täglichen Zugpaare zwischen Berlin und Krakau, wovon zwei Zugpaare bis/ab Przemyśl verkehren, aus der Linie 95 ausgegliedert und fahren seitdem als Linie 96.
| Linie | Linienverlauf | Fahrzeuge                                                |
| ----- | --- | -------------------------------------------------------- |
| EC 96 | Berlin – Berlin Ostbahnhof – Frankfurt – Rzepin – Zielona Góra – Głogów – Lubin Górniczy – Legnica – Wrocław – Opole – Kędzierzyn-Koźle – Gliwice – Zabrze – Katowice – Kraków – Kraków Płaszów – Bochnia – Tarnów – Dębica – Rzeszów – Łańcut – Przeworsk – Jarosław – Przemyśl | Siemens ES64U4 bzw. Baureihe 193 + 6 PKP Intercity Wagen |

## Eingestellte Linien
Dieser Abschnitt umfasst alle seit Ende Mai 2006 eingestellten Linien:

### Vollständig eingestellte Linien
| Linie | ehemaliger Linienverlauf | Betriebsende |
| ----- | --- | ------------ |
| IC 14 | Berlin Zoo – Berlin Ost – Flughafen Berlin-Schönefeld – Riesa – Chemnitz | Dez 2006     |
| EC 94 | Dresden – Dresden-Neustadt – Bautzen – Görlitz – Wrocław | Dez 2006     |
| EC 99 | Hamburg-Altona – Hamburg Dammtor – Hamburg – Hamburg-Harburg – Lüneburg – Uelzen – Salzwedel – Stendal – Berlin-Spandau – Berlin – Berlin Ost – Lübben – Lübbenau – Cottbus – Forst – Wrocław – Kraków (bis 2006 im Berliner Raum über: Potsdam – Berlin-Wannsee – Berlin Zoo) | Dez 2014     |

### In anderen Linien aufgegangene Linien
| Linie    | ehemaliger Verlauf | Betriebsende | neue Linie                            |
| -------- | --- | ------------ | ------------------------------------- |
| IC 15    | Frankfurt Flughafen – Frankfurt Süd – Fulda – Bad Hersfeld – Eisenach – Gotha – Erfurt – Weimar – Apolda – Naumburg – Weißenfels – Halle – Bitterfeld – Lutherstadt Wittenberg – Berlin Südkreuz – Berlin – Berlin Gesundbrunnen – Bernau – Eberswalde – Angermünde – Prenzlau – Pasewalk – Anklam –Züssow – Greifswald – Stralsund – Bergen – Binz | Dez 2005     | ehemals IC 51 und ICE 50, heute IC 50 |
| IC 17    | Berlin Ost – Berlin – Berlin-Spandau – Hannover – Bielefeld – Hamm – Dortmund – Bochum – Essen – Duisburg – Düsseldorf Flughafen – Düsseldorf – Köln Messe/Deutz – Köln – Düren – Aachen | Dez 2006     | ICE 10 (nur sonntags)                 |
| IC 51    | Binz – Bergen – Stralsund – Greifswald – Züssow – Anklam – Pasewalk – Prenzlau – Angermünde – Eberswalde – Berlin Gesundbrunnen – Berlin – Berlin Südkreuz – Lutherstadt Wittenberg – Bitterfeld – Halle – Weißenfels – Naumburg – Weimar – Erfurt – Gotha – Eisenach – Bebra – Kassel-Wilhelmshöhe – Warburg – Altenbeken – Paderborn – Lippstadt – Soest – Hamm – Dortmund – Bochum – Essen – Duisburg – Düsseldorf – Köln                                                                | Dez 2010     | IC 50, ICE 50                         |
| IC 65    | Nürnberg – Marktredwitz / Bayreuth – Hof – Plauen – Zwickau – Chemnitz – Freiberg – Dresden 2008 wurde die Bedienung von Marktredwitz eingestellt. Die Züge verkehrten seitdem nur noch über Bayreuth. Ende 2014 wurde die Verbindung komplett gestrichen. | Dez 2006     | FSX                                   |
| IC 66    | Frankfurt – Hanau – Würzburg – Nürnberg – München | Dez 2005     | ICE 41                                |
| EC/IC 90 | München – München Ost – Rosenheim – Prien – Traunstein – Freilassing – Salzburg – 1. Golling-Abtenau – Bischofshofen – St. Johann – Schwarzbach-St. Veit – Dorfgastein – Bad Hofgastein – Bad Gastein – Mallnitz-Obervellach – Spittal-Milstättersee – Villach – Velden – Pörtschach – Krumpendorf – Klagenfurt 2. Salzburg Süd – Hallein – Golling-Abtenau – Werfen – Bischofshofen – Radstadt – Schladming – Stainach-Irdning – Liezen – Selzthal – Stadt Rottenmann – St. Michael – Graz | Dez 2008     | EC/IC 62                              |

### In anderen Linien aufgegangene Teilabschnitte
| Linie    | ehemaliger Teilabschnitt | neue Linie             | Betriebsende           |
| -------- | --- | ---------------------- | ---------------------- |
| IC 26    | – Züssow – Wolgast – Wolgast Hafen – Wolgaster Fähre – Bannemin-Mölschow – Trassenheide – Zinnowitz – Zempin – Koserow – Kölpinsee – Stubbenfelde – Ückeritz – Neu Pudagla – Schmollensee – Bansin – Heringsdorf Neuhof – Heringsdorf | erst IC 30, dann IC 32 | Dez 2008 bzw. Dez 2011 |
| EC 27    | Hamburg – Hamburg Dammtor – Neumünster – Rendsburg – Schleswig – Flensburg – Padborg st – Kolding st – Fredericia st – Vejle st – Horsens st – Skanderborg st – Aarhus | EC 76                  | Dez 2006               |
| IC 27    | Berlin Südkreuz – Berlin – Berlin-Spandau – Ludwigslust – Hamburg – Hamburg Dammtor – Itzehoe – Heide – Husum – Niebüll – Westerland / – Dagebüll Mole | IC 29                  | Dez 2023               |
| IC 28    | Warnemünde – Rostock – Waren – Neustrelitz – Berlin Gesundbrunnen – Berlin – (nur saisonal samstags) | EC 27                  | Dez 2012               |
| IC 28    | Weilheim – Murnau – Garmisch-Partenkirchen – Mittenwald | ICE 28                 | Dez 2007               |
| EC/IC 31 | Nürnberg – Gunzenhausen – Treuchtlingen – Donauwörth – Augsburg – München – Tutzing – Murnau – Oberau – Garmisch-Partenkirchen – Mittenwald – Seefeld – Innsbruck | ICE 28                 | Dez 2006               |
| IC 31    | Kiel – Neumünster – / Hamburg-Altona – Hamburg Dammtor – Hamburg – Hamburg-Harburg – Bremen – Diepholz – Osnabrück – Münster – Hamm – Dortmund – Hagen – Wuppertal – Solingen – Köln – Bonn – Koblenz – Boppard – Bingen – Mainz – Frankfurt Flughafen – Frankfurt – Hanau – Aschaffenburg – Würzburg - Nürnberg – Neumarkt – Regensburg – Straubing – Plattling – Passau | ICE 42 und ICE 91      | Dez 2021               |
| IC 35    | Koblenz – Cochem – Wittlich – Trier – Wasserbillig – Luxemburg | IC 37                  | Dez 2014               |
| IC 61    | Karlsruhe – Offenburg – Freiburg – Basel Bad – Basel | IC 60                  | Dez 2011               |

### Eingestellte Teilabschnitte
| Linie     | eingestellter Abschnitt | Betriebsende                         |
| --------- | --- | ------------------------------------ |
| IC 26     | Karlsruhe – Baden-Baden – Offenburg – Hausach – Hornberg – Triberg – Sankt Georgen – Villingen – Donaueschingen – Immendingen – Singen – Radolfzell – Konstanz                                                                                   | Dez 2014                             |
| IC 26     | Würzburg – Nürnberg – Neumarkt – Regensburg – Straubing – Plattling – Passau | Dez 2014                             |
| IC 26     | Hamburg-Altona – Hamburg Dammtor – Hamburg – Hamburg-Harburg – Bremen – Osnabrück – Münster – Essen – Duisburg – Düsseldorf – Köln | Dez 2009                             |
| IC 26     | Hamburg-Harburg – Bremen – Verden – Nienburg – Hannover | Dez 2014                             |
| IC 26     | Frankfurt – Worms – Ludwigshafen – Speyer – Karlsruhe | Dez 2014                             |
| EC 27     | Brno – Wien Simmering – Wien Meidling – Wiener Neustadt – Leoben – St. Veit – Klagenfurt – Villach | Dez 2014                             |
| EC/IC 27  | Angermünde – Szczecin (EC 27 hielt nicht mehr in Tantow) | Dez 2012                             |
| IC 28     | Ingolstadt (Verzweigungen über Ingolstadt eingestellt, alle Züge nur noch über Augsburg) | Dez 2007                             |
| IC 28     | – Lutherstadt Wittenberg – Leipzig – Jena Paradies – Saalfeld – Lichtenfels – Bamberg – Erlangen – (seitdem nur noch zwischen Berlin und Binz/Warnemünde sowie zwischen Nürnberg und München)                                                    | Dez 2017                             |
| IC 35     | Köln – Bonn – Remagen – Andernach – Koblenz – Bingen – Mainz – Worms – Mannheim – Karlsruhe – Baden-Baden – Offenburg – Hausach – Hornberg – Triberg – Sankt Georgen – Villingen – Donaueschingen – Immendingen – Singen – Radolfzell – Konstanz | Dez 2024                             |
| IC 35     | Mannheim – Stuttgart | Dez 2024                             |
| IC 35     | Bremerhaven-Lehe – Bremerhaven – Osterholz-Scharmbeck – Bremen – Osnabrück – Münster | Dez 2024                             |
| IC 50 E   | Leipzig – Halle – Eisleben – Sangerhausen – Nordhausen – Leinefelde – Heiligenstadt – Kassel-Wilhelmshöhe – Fulda – Frankfurt | Dez 2013                             |
| IC 50 MDV | Jena-Göschwitz – Jena Paradies – (Großheringen) – Weimar | Dez 2016                             |
| IC 60     | Paris Est – Strasbourg – Kehl – Baden-Baden | Dez 2013 (Paris–Strasbourg Dez 2007) |
| EC/IC 62  | Frankfurt – Gießen – Wetzlar – Siegen | Dez 2011                             |
| IC 76     | Hamburg – Hamburg Dammtor – Rendsburg – Flensburg | Dez 2023                             |
| IC 76     | Fredericia – Vejle – Horsens – Skanderborg – Aarhus | Dez 2023                             |
| IC 77     | Angermünde – Tantow – Szczecin | Dez 2010                             |